# Malwa 3301
Malwa 3301 – polski radioodbiornik produkowany w Zakładach Radiowych im. Marcina Kasprzaka w Warszawie. Pierwszy odbiornik zasilany bateryjnie produkowany w tych zakładach. Umożliwiał odbiór stacji na falach długich, średnich i krótkich. Posiadał 7 obwodów strojonych, wbudowaną antenę ferrytową oraz gniazda antenowe i uziemienia. 
Układ odbiornika (superheterodynowy, częstotliwość pośrednia: 465 kHz, zawierał 3 miniaturowe lampy elektronowe (1R5T – heterodyna i mieszacz, 1T4T – pierwszy stopień wzmacniacza p.cz., 1T4T – drugi stopień wzmacniacza p.cz., DM 70 – elektronowy wskaźnik dostrojenia), 2 diody germanowe (DOG 53 i DOG 58), 4 tranzystory (OC 71 – wzmacniacz m.cz., 2×OC 72 – wzmacniacz końcowy mocy w układzie przeciwsobnym i OC 76 – przetwornica napięcia stałego) i prostownik przetwornicy (OA 85). Zasilany baterią z możliwością montażu zasilacza sieciowego.